# Puget-sur-Argens
Puget-sur-Argens (Occitaans: Lo Puget d'Argenç) is een gemeente in het Franse departement Var (regio Provence-Alpes-Côte d'Azur) en telt 6630 inwoners (2011). De plaats maakt deel uit van het arrondissement Draguignan. Puget-sur-Argens ligt circa 687 km ten zuiden van Parijs.
De inwoners van Puget-sur-Argens worden Pugétois genoemd. 

## Etymologie
Puget-sur-Argens is vernoemd naar de nabij gelegen rivier L'Argens.

## Geografie
De onderstaande kaart toont de ligging van Puget-sur-Argens met de belangrijkste infrastructuur en aangrenzende gemeenten.

Puget-sur-Argens is gesitueerd in het oosten van het departement Var (83). De gemeente ligt aan het dal van de rivier de Argens.

## Transport

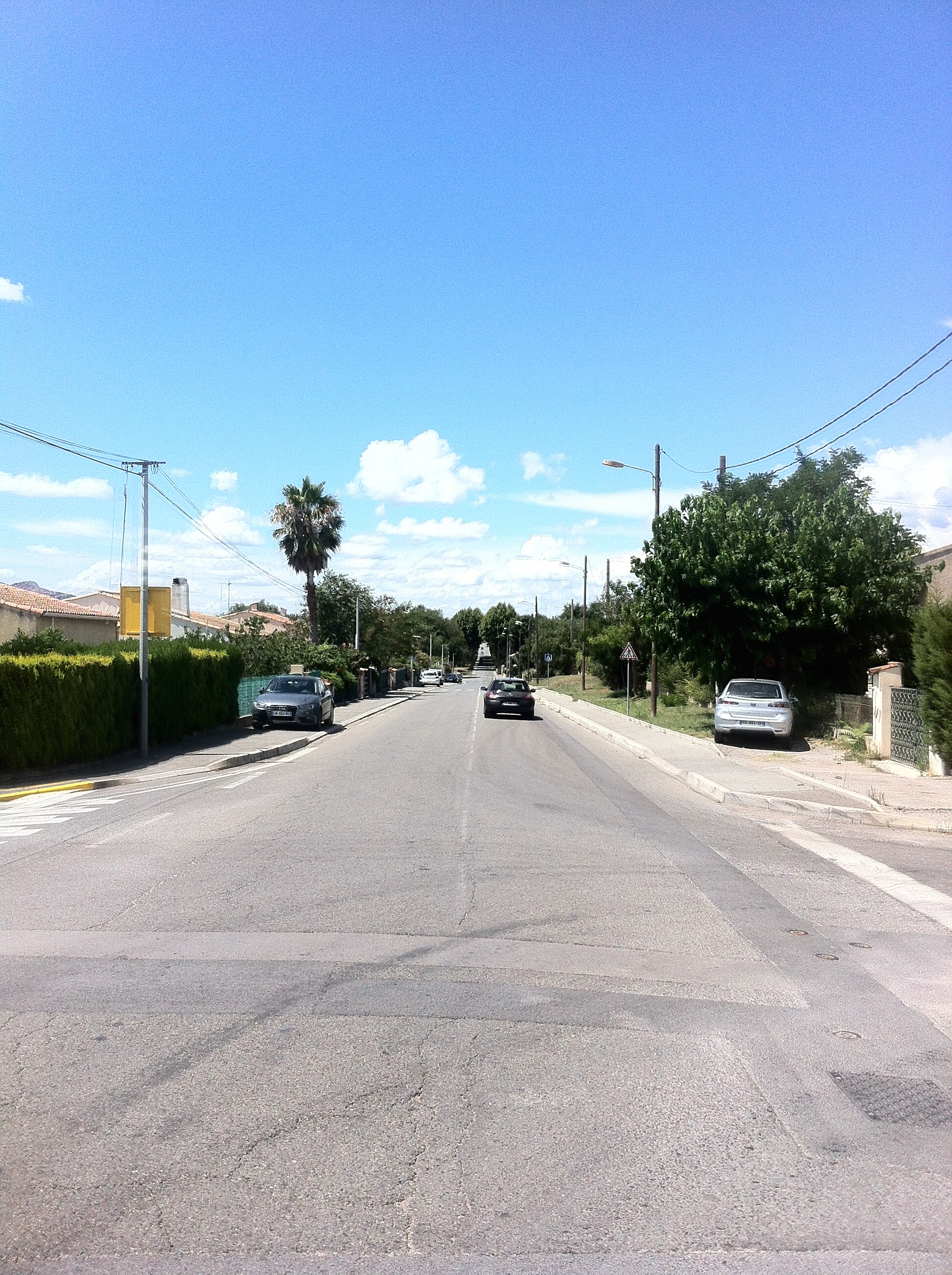
Avenue. du 15 Août 1944 in Puget-sur-Argens

Puget-sur-Argens is bereikbaar via de A8 nabij afslag Puget-sur-Argens. Dwars door de gemeente loopt de DN7.
Puget-sur-Argens ligt aan de TER-spoorilijn, nabij station Station Fréjus (op 5 km afstand). Op 8 km afstand ligt Station Saint-Raphaël-Valescure. 
Met de bus is Puget-sur-Argens bereikbaar met lijn 5 van Sodetrav.
De luchthaven van Nice ligt op 49 km afstand van Puget-sur-Argens.

## Demografie
Onderstaande figuur toont het verloop van het inwonertal (bron: INSEE-tellingen).